# زردآلوی گرمسیری
زردآلوی گرمسیری یا دوویالیس (نام علمی: Dovyalis) نام یک سرده از تیره بیدیان است.